# Turnix varius
Turnix varius е вид птица от семейство Трипръсткови (Turnicidae).

## Разпространение
Видът е разпространен в Австралия.